# Rachel McBride
Pour les articles homonymes, voir McBride.
Rachel McBride, née le 28 mars 1978 est une triathlète professionnelle canadienne, vainqueur sur triathlon Ironman 70.3.

## Palmarès
Le tableau présente les résultats les plus significatifs (podium) obtenus sur le circuit national et international de triathlon depuis 2011,.
| Année | Compétition                                         | Pays       | Position           | Temps           |
| ----- | --------------------------------------------------- | ---------- | ------------------ | --------------- |
| 2018  | Ironman 70.3 Victoria                               | Canada     | Médaille d'or      | 4 h 28 min 3 s  |
| 2017  | Ironman Canada                                      | Canada     | Médaille de bronze | 9 h 27 min 15 s |
| 2016  | Championnat du monde longue distance                | États-Unis | Médaille de bronze | 6 h 56 min 5 s  |
| 2016  | Ironman 70.3 Calgary                                | Canada     | Médaille d'argent  | 4 h 14 min 53 s |
| 2015  | Wildflower Triathlon                                | États-Unis | Médaille de bronze | Triathlon       |
| 2014  | Ironman 70.3 Calgary                                | Canada     | Médaille d'or      | 4 h 7 min 19 s  |
| 2014  | Ironman 70.3 Eagleman                               | États-Unis | Médaille de bronze | 4 h 17 min 37 s |
| 2014  | Ironman 70.3 Vineman                                | États-Unis | Médaille de bronze | 4 h 17 min 23 s |
| 2013  | Championnat du monde longue distance                | France     | Médaille de bronze | 4 h 52 min 2 s  |
| 2013  | Championnats du Canada de triathlon longue distance | Canada     | Médaille d'or      | 4 h 11 min 56 s |
| 2013  | Ironman 70.3 Austin                                 | États-Unis | Médaille d'argent  | 4 h 7 min 19 s  |
| 2013  | Ironman 70.3 Muskoka                                | États-Unis | Médaille d'argent  | 4 h 31 min 30 s |
| 2013  | Ironman 70.3 Calgary                                | Canada     | Médaille d'argent  | 4 h 13 min 49 s |
| 2013  | Ironman 70.3 Berlin                                 | Allemagne  | Médaille de bronze | 4 h 23 min 48 s |
| 2012  | Ironman 70.3 Austin                                 | États-Unis | Médaille d'or      | 4 h 20 min 53 s |
| 2011  | Ironman 70.3 Boise                                  | États-Unis | Médaille de bronze | 4 h 22 min 14 s |